# Rothaut (Film)
Rothaut (Originaltitel Redskin) ist ein US-amerikanischer Stummfilmwestern von Victor Schertzinger mit Richard Dix in der Hauptrolle. Der Film wurde von der Paramount Famous Lasky Corporation produziert. Die Premiere des Films fand am 26. Januar 1929 in New York statt. Noch im selben Jahr kam er im Deutschen Reich in die Kinos, in Österreich 1930.

## Handlung
Wing Foot, Sohn des Navajo-Häuptlings Natoni, wird gewaltsam in eine Indianerschule gebracht, um die Bildung des weißen Mannes und seine Loyalität gegenüber dem Staat und der amerikanischen Flagge zu lernen. Dort trifft er Corn Blossom, eine Pueblo-Jungfrau, die seine enge Gefährtin wird. Nach der Vorbereitungsschule erhält Wing Foot ein Stipendium für Leichtathletik an der Thorpe University im Osten. Corn Blossom bewirbt sich dort um einen Job, um in seiner Nähe zu sein. Sie kehrt jedoch vorzeitig nach Hause zurück, als eine Nachricht eintrifft, dass ihre Mutter krank ist, was sich als Trick von Pueblo Jim herausstellt, um sie von „diesem Navajo“ zu trennen.
Wing Foot ist allein und erfährt, dass viele der weißen Studenten ihn dort nicht haben wollen. Angewidert kehrt er zu seinem Navajo-Stamm zurück, aber als er in Kleidung der Weißen ankommt, weist ihn sein Vater zurück, weil er nicht als Indianer zurückgekehrt ist. Wing Foot lehnt die primitiven Bräuche und unwissenden Überzeugungen ab, insbesondere die Lebensweise des Medizinmannes Chahi, der seine Mutter bei seiner Geburt sterben ließ. Er wird zu einem Außenseiter unter seinem eigenen Volk. Wing Foot besucht heimlich Enchanted Mesa, das Dorf des rivalisierenden Pueblo-Stammes, um Corn Blossom zu sehen. Ihr Volk bemerkt seine Anwesenheit und er ist gezwungen, in die Wüste zu fliehen, wo er Öl entdeckt. Auch weiße Prospektoren finden das Öl. Wing Foot, der ausgiebig Laufen trainiert hat, läuft gegen die im Auto fahrenden Prospektoren um die Wette zum Claim-Büro und meldet als Erster seinen Anspruch an.
Angesichts der Heirat mit einem Pueblo-Stammesangehörigen, den sie nicht liebt, sucht Corn Blossom Zuflucht im Navajo-Dorf. Ihr Volk kommt, um sie zurückzuholen, und eine offene Schlacht zwischen den Stämmen wird nur abgewendet, als Wing Foot eintrifft und beiden Stämmen vom neuen Glück der Indianervölker erzählt. Er kann nun Corn Blossom heiraten.

## Hintergrund
Der Film wurde im Canyon de Chelly gedreht, auf Stammesland der Navajo im Nordosten von Arizona. Richard Dix hatte bereits drei Jahre zuvor einen Navajo in Famous Players-Laskys Der Untergang der roten Rasse porträtiert.
Am 7. Juli 1928 wurde bekannt gegeben, dass die Dreharbeiten im Produktionsplan von Paramount verschoben und durch Abenteuer im fernen Osten ersetzt worden sei. In der Zwischenzeit wurde Elizabeth Pickett, die die Originalgeschichte geschrieben hatte, beauftragt, das Drehbuch zu vollenden. Sie erzählte im Januar 1928, dass sie die Geschichte vier Jahre zuvor geschrieben habe, nachdem sie viele Monate bei den Navajos verbracht habe, „um ihre Sitten und Gebräuche zu studieren und sie zu verstehen.“
In Zeitungsberichten vom 1. September 1928 hieß es unter dem Datum „Hollywood, 28. August“, dass „Paramount heute mit der Produktion von Redskin begonnen hat“. Regisseur Victor Schertzinger und die komplette Besetzung seien am Vortag in das Navajo-Reservat 60 Kilometer südlich von Gallup (New Mexico) aufgebrochen, wo er fünf Wochen an Außenaufnahmen arbeiten werde. Nach der Rückkehr nach Hollywood seien zwei Wochen für Innenaufnahmen vorgesehen. Der gesamte Film werde in Farbe gedreht. Er sei auch als Synchronfilm geplant, Dialogszenen seien aber nicht vorgesehen. Louise Brooks war für die weibliche Hauptrolle vorgesehen. Sie wurde im letzten Moment zurückgezogen, was eine hektische Suche nach einem Ersatz auslöste. Am 23. September wurde vermerkt, dass die 17-jährige Gladys Belmont die Rolle der Corn Blossom „gegen 463 andere Bewerber“ gewann. Ein Artikel über Belmont vom Dezember 1928 enthüllte, dass ihr wichtigstes Merkmal ihre „gerade Nase“ war. Am nächsten Tag wurde sie mit dem Zug nach Gallup gebracht und zum Drehort in Arizona gefahren. Es war Grace Belmonts erster Film und ihr einziger Filmauftritt mit Credit. In mehreren anderen Filmen trat sie später in nicht genannten Rollen unter dem Namen Julie Carter auf.
Im Vorspann steht: „Farbsequenzen, fotografiert im Technicolor-Verfahren.“ Die Technicolor-Szenen in einem Indianerdorf wurden als erste gedreht, aber aufgrund einer Budgetkürzung musste für den Rest der Produktion auf Schwarzweiß umgestellt werden, insbesondere für die Szenen in der Indianerschule und an der Thorpe University. Um mit den Farbszenen zu verschmelzen, wurden die Schwarzweiß-Szenen bernsteinfarben oder sepiafarben getönt. Die Technicolor-Szenen erschienen am Anfang und am Ende des Films.
Der Komponist John Stepan Zamecnik versprach eine „neue Farbtechnik in der musikalischen Interpretation“, die dem Technicolor des Films entspräche. In seine musikalische Synchronisation werde er die alten, klagenden Melodien der Navajo- und Pueblo-Indianer einbringen. Er werde den Reichtum und die Harmonie der indianischen Lieder nicht verändern, sie aber so weit modernisieren, dass sie von einem ultramodernen Tonaufnahmeorchester verwendet werden können. Durch einen glücklichen Umstand wurden alte Musikinstrumente der Navajo- und Pueblo-Indianer gefunden. Für diese alten Instrumente wurden spezielle Sequenzen in die Partitur aufgenommen.
Der Film wurde als Stummfilm und als synchronisierter Tonfilm für die Kinos veröffentlicht, die über die entsprechende Tonanlage verfügten. Anscheinend enthielt die Begleitaufnahme nur den Eröffnungstitelsong und verschiedene Soundeffekte.
B. P. Schulberg war ausführender Produzent und Produktionsmanager, Henry Hathaway Regieassistent. Assistent des Dirigenten war Max Terr.

## Kritiken
Mordaunt Hall schrieb in der The New York Times, auch wenn diese Geschichte ungefähr so plausibel wie einige von Douglas Fairbanks Abenteuern sei, sei sie dennoch äußerst sorgfältig besetzt und kompetent gespielt. Die Vorfälle, so weit hergeholt sie auch sein mögen, seien meist eher erfreulich als ärgerlich.
In seinem Essay zur Aufführung des Films beim San Francisco Silent Film Festival nannte Scott Simmon den Film den authentischsten Hollywoodfilm über die amerikanischen Ureinwohner. Kein Western davor oder danach kam auch nur annähernd an die Verwendung authentischer Schauplätze heran.